# Rhabdodendraceae
Famille
Classification APG III (2009)
La famille des Rhabdodendracées est constituée de plantes dicotylédones ; elle ne comprend que 2 ou 3 espèces du genre Rhabdodendron.
Ce sont des petits arbres à feuillage persistant, des régions tropicales d'Amérique du Sud.

## Étymologie
Le nom vient du genre type Rhabdodendron dérivé du grec ράβδος / rabdos, bâton ou verge, et
δένδρον / dendron, arbre, se référant au fruit inséré dans le réceptacle élargi (torus) de la fleur.

## Classification
Ce genre a connu beaucoup de remaniements taxonomiques avant la création de la famille des Rhabdodendraceae.
Le système Cronquist de 1981 avant placé le genre dans l'ordre des Rosales.
Le système APG de 1998 puis APG II de 2003 l'a attribué à l'ordre des Caryophyllales dans le clade des Eudicots.

## Liste des genres
Selon NCBI (14 août 2015) et DELTA Angio (14 août 2015) :
- genre Rhabdodendron (en)

## Liste des espèces
Selon NCBI (14 août 2015) :
- genre Rhabdodendron (en)
  - Rhabdodendron amazonicum
  - Rhabdodendron macrophyllum